# Пергола (город)
Пергола (итал. Pergola) — коммуна в Италии, располагается в регионе Марке, в провинции Пезаро-э-Урбино.
Население составляет 6735 человек (2008 год), плотность населения составляет 59 чел./км². Занимает площадь 113 км². Почтовый индекс — 61045. Телефонный код — 0721.
Покровителем коммуны почитается святой Секунд, празднование 1 июня.

## Демография
Динамика населения:

## Администрация коммуны
- Официальный сайт: http://www.comune.pergola.pu.it Архивная копия от 27 марта 2022 на Wayback Machine